# Project Justice: Rival Schools 2
Project Justice: Rival Schools 2 (conocido en Japón cómo もえろ!ジャスティス学園, Moero! Justice Gakuen, Burning! Justice Academy en inglés) es un videojuego de género de peleas lanzado para arcade, por Capcom el año 2000, para ser editado en el Dreamcast el año 2001.

## Historia
"Un año después de la guerra, del sufrimiento, del dolor, de nuestra naturaleza desatada, por fin hallamos paz...... o por lo menos eso creímos....."
El juego divide la historia según la escuela seleccionada por el jugador.

## Personajes

### Escuela Taiyo High School
- Batsu Ichimonji: Un año más tarde participa en una nueva investigación, en esta ocasión para resolver el misterio que se haya tras el conflicto surgido en la Taiyo-Paciffic Battle y el intento de asesinato de su padre, mientras que su "misterioso doble" hace estragos. Tras una derrota en combate, decide dejar a un lado sus consideraciones personales para centrarse en la lucha contra el mal, revelando su auténtico poder.
- Hinata Wakaba: Un año más tarde, ayuda a sus compañeros a desentramar el nuevo misterio: Del intento de asesinato de Raizo.
- Kyosuke Kagami: Un año después, se une de nuevo a Batsu y Hinata para investigar la ola de extraños incidentes, sin saber que él y Batsu son objetivos del enemigo. Tras un giro de los acontecimientos su hermano muere y el desaparece.
- Hayato Nekketsu: Un año después, se une a Hideo & Kyoko en la investigación del intento de asesinato de Raizo.
- Ran Hibiki: Un año más tarde, se unió a Boman e Iinchou para resolver el nuevo misterio. Al final logró una exclusiva sobre el incendio en la escuela Justice y la muerte de Hyo.
- Chairperson (Iinchou en Japón): Un año más tarde tuvo la oportunidad de mostrar lo aprendido uniéndose a Ran y Boman en la investigación del nuevo misterio.

### Gorin High School/University
- Shoma Sawamura: su amistad fue puesta a prueba cuando Momo manipuló a Shoma para que se enfrentara no solo a sus compañeros, también a Taiyo. Afortunadamente lograron entenderse y unir fuerzas para la batalla final.
- Natsu Ayuhara: Un año después Natsu sospechó de la conspiración de Momo, pero Shoma se negó a escucharla. De este modo, comenzó una investigación junto con Nagare y Roberto para resolver el nuevo misterio.
- Roberto Miura: su papel de mediador no cambia, pero se hace más difícil debido a la aparición de Momo. Junto a Natsu y Nagare, comienza la investigación del nuevo misterio.
- Nagare Namikawa: se une a Natsu y Roberto en su investigación.
- Momo Karuizawa: Se ha ganado una reputación desde que entró en Gorin por su habilidad para el tenis, especialmente por la potencia de su servicio a pesar de su estatura. En Project Justice, siguiendo las órdenes de Kurow, causa desconfianza entre las distintas escuelas, incluso logra separar a Shoma de sus compañeros y lo embauca para pelearse con Taiyo.

### Pacific High School
- Roy Bromwell: Aunque pensó en principio en revelar la verdad sobre Justice, al final lo ocultò para que el nuevo Proyecto Justicia pudiera funcionar correctamente. Un año más tarde, él y Tiffany regresan a Japón para ayudar a sus amigos en la nueva investigación.
- Tiffany Lords: Un año más tarde regresó a Japón con una meta clara, luchar contra el mal. Apareció junto a Roy cuando Boman, Iinchou y Ran se encontraron con Vatsu.
- Boman Delgado: Un año más tarde aparece una nueva amenaza, por lo que comienza una investigación junto con Ran e Iinchou.

### Gedo High School
- Edge "Eiji" Yamada: En los sucesos ocurridos un año después, cuando Daigo empezó a actuar de forma extraña en lugar de seguirlo ciegamente como hicieron otros, buscó a Akira en busca de ayuda, pero la situación ya era extrema ya que Daigo había dicho que atacarán la escuela Seijyun donde Akira se había transferido.
- Gan Isurugi: Un año más tarde, al principio siguió a Daigo a pesar de su extraña actitud, pero finalmente buscó la ayuda de Akira para pelear contra Daigo y detenerlo
- Daigo Kazama: De repente la actitud de Daigo comenzó a hacerse violenta e intolerante, incluso empezó a ordenar ataques contra otras escuelas, usando vagas excusas. Pronto su personalidad se deterioró aún más volviéndose completamente salvaje. Afortunadamente fue "salvado" de nuevo por su hermana.

### Seijyun High School
Nota: Al igual que la escuela Gedo. Esta escuela solo admite mujeres.
- Akira Kazama: Permaneció el resto del año en Gedo, pero en segundo año se transfirió a Seijyun. Pronto se hizo amiga de Yurika, y cuando se empieza a preocupar por el cambio de actitud de Daigo, ella junto con Yurika se aliaran con Zaki para revelar el misterio. De nuevo se vuelve a poner su casco, en esta ocasión para mostrar su determinación ante la batalla final.
- Aoi "Zaki" Himezaki: Se vio envuelta en los sucesos de Project Justice cuando conoció a Akira y Yurika mientras investigaban el comportamiento de Daigo. Intrigada por los eventos aceptó unirse a ellas. Akira esperaba que el famoso “Ladie's Team” de Zaki sería de ayuda en la investigación. Pero al final el principal papel de las “damas” fue defender Seijyun del ataque de Gedo (bajo las órdenes de Daigo). Poco a poco Zaki fue meciéndose más y más en la investigación.
- Yurika Kirishima: Cuando Akira se interesó por el extraño comportamiento de Daigo, como la mejor amiga de Akira que es se ofreció a ayudarle. Sin embargo en realidad pertenecía a la Darkside Student Congress dirigida por su hermano Kurow, su estancia en Seijyun era solo una tapadera. De entrada no le gustaba, pero poco a poco cada vez fue sintiéndose más incomoda con el plan de su hermano, viendo el espíritu de justicia de sus compañeros cada vez tenía más claro que los motivos de su hermano no eran correctos y decidió no seguir ayudándole.

### Justice High School
- Hideo Shimazu: Un año más tarde cuando Raizo sufrió un ataque y fue hospitalizado consideró su responsabilidad investigar el incidente, con la ayuda de Kyoko y Hayato. A pesar de que los acontecimientos le llevaron a la cama de un hospital, no se arrepiente de ello.
- Kyoko Minazuki: Un año más tarde se unió a Hideo y Hayato para investigar el intento de asesinato de Raizo sin sabe que ella misma formaba parte del plan de Kurow para apoderarse de Justice HS. Al final ella le pide a Hideo que se case con ella.
- Raizo Imawano: Un año más tarde fue víctima de un intento de asesinato. Sobrevivió, aunque sufrió algunas heridas serias. Sospechaba de que Mugen estaba involucrado, pero no tuvo tiempo de avisar a nadie.
- Hyo Imawano: Tras el ataque a Raizo, se movilizó, logrando destruir la conspiración de Kurow. En su duelo con Kurow su espada se rompió y el alma de Mugen encerrado en la katana de Hyo lo poseyó. Todos los incidentes de PJ fueron previstos por Mugen en un plan magistral para poder regresar al mundo. Hyo ahora sabía que solo con su propia muerte podría acabar con Mugen, por lo que pidió a Kyosuke que acabara con él. La muerte de Hyo y la destrucción de Justice, ponen fin a la historia, al menos de momento.
- Kurow Kirishima: Tras la traición de Hyo al Imanawo ninja clan (al final de los eventos del primer Rival Schools) el clan se renombró como la Darkside Society Organization. El conocimiento que tenía ponía en peligro la existencia del clan, por lo que enviaron a Kurow para eliminar a Hyo, Raizo, Batsu y Kyosuke. Kurow tomo la misión con interés, pero no por lealtad, sino porque así podría aprovechar para hacerse con el control de las escuelas de Japón, y con el tiempo del país. Para asegurar su plan pensó también en destruir la Darkside Society Organization. Creó el Darkside Student Congress con Momo y Yurika como miembros, y empezó a sembrar el caos y confusión entre las escuelas. Kurow en persona lavo el cerebro de Daigo, y casi logró eliminar a Raizo, pero en la parte final de su plan fracaso, debido a la intervención de Hyo y Mugen.

## Novedades y cambios en el juego
- El jugador puede escoger hasta tres luchadores en el mismo equipo de la misma escuela, en lugar de dos.
- En consecuencia, puede realizar un ataque triple con los tres luchadores a la vez que provoca un daño fuerte al oponente.
- Sakura no aparece en esta entrega.
- El "Story Mode" (Modo historia) es narrado en forma de cómic.
- Aparte del "Modo historia", se incluye un modo llamado "Free Mode" (Modo libre) que permite formar el equipo de luchadores de cualquier escuela a voluntad, pero no se seguirá ninguna historia (lo que se consideraría un "Modo arcade").
- El apartado gráfico muestra una gran mejoría con respecto al primer Rival Schools.
- Los escenarios son en 3D
- La banda sonora es radicalmente distinta, ya que los temas pertenecen a géneros como el rock y el jazz.
- Aunque aparece en el modo "Story", Raizo no es jugable en esta entrega, ya que al principio de la historia fue atacado por Kurow y hospitalizado.
- En los modos "Training" (Entrenamiento), "Versus", "Tournament" (Torneo) y "League" (Liga), en la pantalla de selección de luchadores se muestra una caja con dos caras: una de color azul y la otra de rosa. Esta caja sirve para elegir estudiantes de distintas escuelas, ya creados.
- Volvió el modo estudiante, aunque solo en la versión japonesa (este modo de juego fue eliminado en las versiones occidentales).
- En el "Extra Mode" (Modo extra), el jugador puede ver los escenarios, escuchar las músicas, las voces y visualizar la historia de la escuela con la que se haya completado el juego previamente.